# Dolna Krepost, Kărdjali
Dolna Krepost (în bulgară Долна Крепост) este un sat în comuna Kărdjali, regiunea Kărdjali,  Bulgaria. 

## Demografie
Componența etnică a satului Dolna Krepost
     Romi (2,02%)
     Turci (97,29%)
     Nicio identificare (0,67%)
     Altele (0%)
La recensământul din 2011, populația satului Dolna Krepost era de 148 locuitori. Din punct de vedere etnic, majoritatea locuitorilor (97,29%) erau turci, cu o minoritate de romi (2,02%). Pentru 0,67% din locuitori nu este cunoscută apartenența etnică.